# Lucky (cântec de Jason Mraz)
„Lucky” este un cântec al interpretului american Jason Mraz realizat în colaborare cu solista Colbie Caillat. Piesa a fost inclusă pe albumul lui Mraz We Sing. We Dance. We Steal Things și lansat ca cel de-al treilea disc single al materialului.
Piesa a ocupat locul 1 în Portugalia timp de nouă săptămâni consecutive, însă în restul teritoriilor unde a fost promovat a câștigat poziționări mediocre.